# Château du Quélennec
Le château du Quélennec est situé sur la commune de Saint-Thégonnec, dans le département du Finistère.

## Histoire

### Origines
En 1462, l'amiral Jean du Quélennec épouse Françoise Marie Guyon Huon et fait don à son beau-frère, Jean Huon de Resgourel, d'une terre située en la paroisse de Saint-Thégonnec. Il aurait alors donné le nom du bienfaiteur à la propriété,.

### Histoire
Le château du Quélennec (XVIIe siècle) a remplacé un vieux manoir transmis en 1587, par alliance, de la famille La Boixière à la famille Kerhoas. Il fut transformé intégralement en 1921, par la famille Laurent[réf. souhaitée], les travaux durèrent près de 10 ans. Seule une petite aile subsiste du XVIIe siècle.
On y trouve une chapelle privative consacrée à Saint-Louis.
Le Quélennec appartint entre autres à la famille du Quélennec, au géographe Émile Le Puillon de Boblaye et au député légitimiste François Marie Hyacinthe Dahirel.

## Architecture
Le château est constitué d'un ensemble de bâtiments posés en L.
Le logis principal est organisé autour d'un pavillon central surélevé, entouré de deux logis plus bas de chaque côté[réf. souhaitée].
Sur la propriété se trouve un kanndi du XVIIe siècle, qui approvisionnait les seigneurs du château.